# بخش جفرسون (شهرستان سیوتو، اوهایو)
بخش جفرسون (به انگلیسی: Jefferson Township) یک منطقهٔ مسکونی در ایالات متحده آمریکا است که در شهرستان سیوتو، اوهایو واقع شده‌است.
 بخش جفرسون ۶۳٫۸ کیلومتر مربع مساحت و ۲٬۷۹۷ نفر جمعیت دارد و ۲۸۷ متر بالاتر از سطح دریا واقع شده‌است.